# Шпорець
Шпо́рець (Heteromirafra) — рід горобцеподібних птахів родини жайворонкових (Alaudidae). Представники цього роду мешкають в Східній і Південній Африці.

## Види
Виділяють два види:
- Шпорець південний (Heteromirafra ruddi)
- Шпорець сомалійський (Heteromirafra archeri)

Раніше деякі дослідники виділяли також вид Шпорець короткодзьобий (Heteromirafra sidamoensis), однак станом на 2022 рік Міжнародна спілка орнітологів класифікує його як синонім сомалійського шпорця.

## Етимологія
Наукова назва роду Heteromirafra походить від сполучення слова дав.-гр. ἑτερος — інший, відмінний і наукової назви роду Фірлюк (Mirafra Horsfield, 1821).